# 阮文豪
阮文豪（占語名：Po Ladhuanpuguh，？—1799年），是一位賓童龍占婆君主，1793年至1799年在位。
阮文豪原名村巴煦（Thôn-bá-hú），阮文豪是後來阮主阮福映所賜的姓名。他與阮文振一樣，原本只是順城鎮的一個農民。1790年（景興五十一年），阮福映重新奪取嘉定，阮文豪加入阮主的隊伍，積極對抗西山朝，並進攻歸順西山朝的順城鎮王阮文佐，因而被阮福映任命為統兵該奇。不久，阮福映任命的順城鎮領袖阮文昭獲罪被罷免，同年冬，阮文豪被授予順城鎮掌奇，管渚眞、茶楊大、茶楊小三冊的屬蠻，採納香稅。
1793年（景興五十四年）夏，阮主進攻潘里，阮文豪率軍追捕阮文佐，送到嘉定誅殺，自此順城鎮廢除了鎮王稱號。1794年（景興五十五年），阮福映任命阮文豪為順城正鎮、阮文振為順城副鎮，管理順城鎮藩僚及諸蠻柵歲輸租稅，隸屬於平順營管轄，並命令平順公堂官修順城田簿。
1796年，平順省野江蠻的酋長噌嗎（Po Chongchan）在西山朝的支持下自稱順城鎮王，進攻潘里，被阮文振擊退。阮福映命令順城藩僚招撫蠻民。同年十月，鋪針蠻的酋長，來自吉蘭丹的穆斯林全扶（Tuan Phaow）發動反對阮主的起事。阮福映派潘進、黃進前去鎮壓，阮文豪、阮文振以兵相會對叛軍發起夾擊。翌年，這場起事被鎮壓，全扶逃回吉蘭丹。
1799年（景興六十年），阮文豪逝世，阮文振被任命為順城鎮守。